# Residence Inn by Marriott
Residence Inn by Marriott – amerykańska sieć hotelowa należąca do grupy Marriott International. Sieć posiada 876 działających hoteli, w których jest dostępnych 108 107 pokoi (31 grudnia 2021).  

## Historia
Sieć ma swoje korzenie w 1975 r., kiedy deweloper Jack DeBoer z Wichita w stanie Kansas znalazł nieruchomości, które borykały się z niezwykle wysokimi wskaźnikami pustostanów. Zmienił przeznaczenie jednego z budynków mieszkalnych na jednostki mieszkalne z miesięcznymi czynszami i nazwał go The Residence. W 1981 roku DeBoer i deweloper Robert L. Brock (wówczas największy franczyzobiorca sieci Holiday Inn) utworzyli spółkę joint venture, uruchamiając sieć o nazwie The Residence Inn. Hotele skupiły się na rynku „przedłużonego pobytu”, który to termin wymyśliły. Hotele były skierowane do gości zatrzymujących się na pięć lub więcej nocy, którzy nie potrzebowaliby konwencjonalnej codziennej usługi sprzątania hotelowego, co obniżyło koszty operacyjne. Ich gośćmi byli głównie podróżujący w interesach, pacjenci pobliskich szpitali oraz osoby potrzebujące tymczasowego zakwaterowania. W styczniu 1985 r. Holiday Corporation, spółka-matka sieci Holiday Inn, kupiła 50% udziałów w sieci The Residence Inn. Na początku 1987 r. DeBoer odkupił udziały Holidaya w sieci, zanim 7 lipca 1987 roku sprzedał całą firmę firmie Marriott International.

## Hotele
Do sieci należą 902 hotele na całym świecie, w tym 22 hotele Europie. W Polsce hotele Residence Inn by Marriott nie występują (7 marca 2023).

### Afryka
- Algieria

- Residence Inn Algiers Bab Ezzouar

### Ameryka Południowa
- Brazylia

- Residence Inn Rio de Janeiro Barra da Tijuca

- Kolumbia

- Residence Inn Bogota

### Ameryka Północna
- Kanada

| * Residence Inn Calgary Airport                    | * Residence Inn Halifax Downtown                          | * Residence Inn Moncton                       | * Residence Inn Montreal Midtown | * Residence Inn Toronto Downtown/Entertainment District | * Residence Inn Vancouver Downtown |
| * Residence Inn Calgary Downtown/Beltline District | * Residence Inn Kingston Water's Edge                     | * Residence Inn Mont Tremblant Manoir Labelle | * Residence Inn Ottawa Airport   | * Residence Inn Toronto Markham                         | * Residence Inn Toronto Vaughan    |
| * Residence Inn Calgary South                      | * Residence Inn Laval                                     | * Residence Inn Montreal Airport              | * Residence Inn Regina           | * Residence Inn Toronto Mississauga Southwest           | * Residence Inn Whitby             |
| * Residence Inn Gravenhurst Muskoka Wharf          | * Residence Inn London Downtown                           | * Residence Inn Montreal Downtown             | * Residence Inn Toronto Airport  | * Residence Inn Toronto Mississauga West                | * Residence Inn Winnipeg           |
| * Residence Inn Halifax Dartmouth                  | * Residence Inn Mississauga-Airport Corporate Centre West |                                               |                                  |                                                         |                                    |

- Stany Zjednoczone

- Alabama

| * Residence Inn Birmingham Downtown at UAB | * Residence Inn Decatur | * Residence Inn Florence   | * Residence Inn Mobile     |
| * Residence Inn Birmingham Hoover          | * Residence Inn Dothan  | * Residence Inn Huntsville | * Residence Inn Tuscaloosa |

- Alaska

- Residence Inn Anchorage Midtown

- Arizona

| * Residence Inn Flagstaff                       | * Residence Inn Phoenix Desert View at Mayo Clinic | * Residence Inn Phoenix Glendale Sports & Entertainment District | * Residence Inn Phoenix North/Happy Valley | * Residence Inn Scottsdale North      | * Residence Inn Tempe Downtown/University |
| * Residence Inn Phoenix Airport                 | * Residence Inn Phoenix Downtown                   | * Residence Inn Phoenix Goodyear                                 | * Residence Inn Phoenix NW/Surprise        | * Residence Inn Scottsdale Salt River | * Residence Inn Tucson Airport            |
| * Residence Inn Phoenix Chandler/Fashion Center | * Residence Inn Phoenix Gilbert                    | * Residence Inn Phoenix Mesa                                     | * Residence Inn Phoenix West/Avondale      | * Residence Inn Sedona                | * Residence Inn Tucson Williams Centre    |
| * Residence Inn Phoenix Chandler/South          | * Residence Inn Phoenix Glendale/Peoria            | * Residence Inn Phoenix Mesa East                                | * Residence Inn Prescott                   |                                       |                                           |

- Arkansas

| * Residence Inn Bentonville Rogers | * Residence Inn Jonesboro   | * Residence Inn Little Rock Downtown | * Residence Inn Springdale |
| * Residence Inn Fort Smith         | * Residence Inn Little Rock | * Residence Inn Little Rock North    |                            |

- Connecticut

| * Residence Inn Danbury           | * Residence Inn Hartford Manchester | * Residence Inn Milford          | * Residence Inn Norwalk                  | * Residence Inn Southington       |
| * Residence Inn Hartford Avon     | * Residence Inn Hartford Rocky Hill | * Residence Inn Mystic Groton    | * Residence Inn Shelton Fairfield County | * Residence Inn Stamford Downtown |
| * Residence Inn Hartford Downtown | * Residence Inn Hartford Windsor    | * Residence Inn New Haven Hamden |                                          |                                   |

- Dakota Południowa

| * Residence Inn Rapid City | * Residence Inn Sioux Falls |

- Dakota Północna

| * Residence Inn Bismarck North | * Residence Inn Fargo |

- Delaware

| * Bethany Beach Ocean Suites Residence Inn | * Residence Inn Dover | * Residence Inn Rehoboth Beach | * Residence Inn Wilmington Downtown |

- Floryda

| * Residence Inn Amelia Island                          | * Residence Inn Fort Lauderdale Plantation                    | * Residence Inn Jacksonville Downtown           | * Residence Inn Naples                                     | * Residence Inn Orlando Lake Mary                | * Residence Inn Tallahassee North/I-10 Capital Circle         |
| * Residence Inn Boca Raton                             | * Residence Inn Fort Lauderdale Pompano Beach Central         | * Residence Inn Jacksonville-Mayo Clinic Area   | * Residence Inn Near Universal Orlando                     | * Residence Inn Orlando Lake Nona                | * Residence Inn Tallahassee Universities at the Capitol       |
| * Residence Inn Cape Canaveral Cocoa Beach             | * Residence Inn Fort Lauderdale Pompano Beach/Oceanfront      | * Residence Inn Jacksonville South/Bartram Park | * Residence Inn Ocala                                      | * Residence Inn Palm Beach Gardens               | * Residence Inn Tampa at USF/Medical Center                   |
| * Residence Inn Clearwater Beach                       | * Residence Inn Fort Lauderdale SW/Miramar                    | * Residence Inn Lakeland                        | * Residence Inn Orlando Airport                            | * Residence Inn Pensacola Airport/Medical Center | * Residence Inn Tampa Downtown                                |
| * Residence Inn Clearwater Downtown                    | * Residence Inn Fort Lauderdale Weston                        | * Residence Inn Melbourne                       | * Residence Inn Orlando Altamonte Springs/Maitland         | * Residence Inn Pensacola Downtown               | * Residence Inn Tampa Oldsmar                                 |
| * Residence Inn Daytona Beach Oceanfront               | * Residence Inn Fort Myers                                    | * Residence Inn Miami Airport                   | * Residence Inn Orlando at FLAMINGO CROSSINGS® Town Center | * Residence Inn Port St. Lucie                   | * Residence Inn Tampa Sabal Park/Brandon                      |
| * Residence Inn Daytona Beach Speedway/Airport         | * Residence Inn Fort Myers at I-75 and Gulf Coast Town Center | * Residence Inn Miami Airport West/Doral        | * Residence Inn Orlando at Millenia                        | * Residence Inn Sandestin at Grand Boulevard     | * Residence Inn Tampa Suncoast Parkway at NorthPointe Village |
| * Residence Inn Delray Beach                           | * Residence Inn Fort Myers Sanibel                            | * Residence Inn Miami Aventura Mall             | * Residence Inn Orlando at SeaWorld®                       | * Residence Inn Sarasota Bradenton               | * Residence Inn Tampa Wesley Chapel                           |
| * Residence Inn Doral Mall Area                        | * Residence Inn Fort Walton Beach                             | * Residence Inn Miami Beach South Beach         | * Residence Inn Orlando Convention Center                  | * Residence Inn Sebring                          | * Residence Inn Tampa Westshore/Airport                       |
| * Residence Inn Fort Lauderdale Airport & Cruise Port  | * Residence Inn Gainesville I-75                              | * Residence Inn Miami Beach Surfside            | * Residence Inn Orlando Downtown                           | * Residence Inn St. Petersburg Tierra Verde      | * Residence Inn West Palm Beach                               |
| * Residence Inn Fort Lauderdale Coconut Creek          | * Residence Inn Jacksonville Airport                          | * Residence Inn Miami Sunny Isles Beach         | * Residence Inn Orlando East/UCF Area                      | * Residence Inn St. Petersburg Treasure Island   | * Residence Inn West Palm Beach Downtown                      |
| * Residence Inn Fort Lauderdale Intracoastal/Il Lugano | * Residence Inn Jacksonville Butler Boulevard                 | * Residence Inn Miami West/FL Turnpike          | * Residence Inn Orlando Lake Buena Vista                   |                                                  |                                                               |

- Georgia

| * Residence Inn Atlanta Airport North/Virginia Avenue | * Residence Inn Atlanta Cumberland/Galleria   | * Residence Inn Atlanta Midtown/Georgia Tech       | * Residence Inn Atlanta Perimeter Center/Dunwoody | * Residence Inn Decatur Emory Area | * Residence Inn Savannah Airport                    |
| * Residence Inn Atlanta Buckhead                      | * Residence Inn Atlanta Downtown              | * Residence Inn Atlanta Midtown/Peachtree at 17th  | * Residence Inn Augusta                           | * Residence Inn Jekyll Island      | * Residence Inn Savannah Downtown/Historic District |
| * Residence Inn Atlanta Buckhead/Lenox Park           | * Residence Inn Atlanta Duluth/Gwinnett Place | * Residence Inn Atlanta NE/Duluth Sugarloaf        | * Residence Inn Brunswick                         | * Residence Inn Macon              | * Residence Inn Savannah Midtown                    |
| * Residence Inn Atlanta Covington                     | * Residence Inn Atlanta McDonough             | * Residence Inn Atlanta Norcross/Peachtree Corners | * Residence Inn Columbus                          |                                    |                                                     |

- Hawaje

| * Residence Inn Maui Wailea | * Residence Inn Oahu Kapolei |

- Idaho

| * Residence Inn Boise Downtown/City Center | * Residence Inn Boise Downtown/University | * Residence Inn Boise West | * Residence Inn Idaho Falls |

- Illinois

| * Residence Inn Bloomington          | * Residence Inn Chicago Deerfield            | * Residence Inn Chicago Midway Airport         | * Residence Inn Chicago O'Hare                    | * Residence Inn Decatur Forsyth    | * Residence Inn Peoria            |
| * Residence Inn Champaign            | * Residence Inn Chicago Downtown/Loop        | * Residence Inn Chicago Naperville/Warrenville | * Residence Inn Chicago Schaumburg/Woodfield Mall | * Residence Inn East Peoria        | * Residence Inn Rockford          |
| * Residence Inn Chicago Bloomingdale | * Residence Inn Chicago Downtown/River North | * Residence Inn Chicago Oak Brook              | * Residence Inn Chicago Wilmette/Skokie           | * Residence Inn Moline Quad Cities | * Residence Inn Springfield South |
| * Residence Inn Chicago Bolingbrook  | * Residence Inn Chicago Lake Forest/Mettawa  |                                                |                                                   |                                    |                                   |

- Indiana

| * Residence Inn Chicago Southeast/Hammond, IN | * Residence Inn Fort Wayne           | * Residence Inn Indianapolis Downtown on the Canal | * Residence Inn Indianapolis Keystone  | * Residence Inn Indianapolis South/Greenwood | * Residence Inn Merrillville         |
| * Residence Inn Columbus                      | * Residence Inn Indianapolis Airport | * Residence Inn Indianapolis Fishers               | * Residence Inn Indianapolis Northwest | * Residence Inn Lafayette                    | * Residence Inn South Bend Mishawaka |
| * Residence Inn Evansville East               | * Residence Inn Indianapolis Carmel  |                                                    |                                        |                                              |                                      |

- Iowa

| * Residence Inn Cedar Rapids       | * Residence Inn Coralville | * Residence Inn Des Moines Ankeny   | * Residence Inn Des Moines West at Jordan Creek Town Center |
| * Residence Inn Cedar Rapids South | * Residence Inn Davenport  | * Residence Inn Des Moines Downtown |                                                             |

- Kalifornia

| * Hotel Trio Healdsburg                             | * Residence Inn Fremont Silicon Valley                  | * Residence Inn Los Angeles Pasadena/Old Town      | * Residence Inn Palo Alto Mountain View             | * Residence Inn San Diego Carlsbad                      | * Residence Inn San Jose North/Silicon Valley  |
| * Residence Inn Anaheim Brea                        | * Residence Inn Fresno Clovis                           | * Residence Inn Los Angeles Redondo Beach          | * Residence Inn Pasadena Arcadia                    | * Residence Inn San Diego Chula Vista                   | * Residence Inn San Jose South                 |
| * Residence Inn Anaheim Hills Yorba Linda           | * Residence Inn Irvine John Wayne Airport/Orange County | * Residence Inn Los Angeles Torrance/Redondo Beach | * Residence Inn Pleasant Hill Concord               | * Residence Inn San Diego Del Mar                       | * Residence Inn San Jose South/Morgan Hill     |
| * Residence Inn Anaheim Placentia/Fullerton         | * Residence Inn La Mirada Buena Park                    | * Residence Inn Los Angeles Westlake Village       | * Residence Inn Pleasanton                          | * Residence Inn San Diego Downtown                      | * Residence Inn San Ramon                      |
| * Residence Inn Anaheim Resort Area/Garden Grove    | * Residence Inn Lancaster Palmdale                      | * Residence Inn Marina del Rey                     | * Residence Inn Redwood City San Carlos             | * Residence Inn San Diego Downtown/Bayfront             | * Residence Inn Santa Barbara Goleta           |
| * Residence Inn at Anaheim Resort/Convention Center | * Residence Inn La Quinta                               | * Residence Inn Milpitas Silicon Valley            | * Residence Inn Riverside Moreno Valley             | * Residence Inn San Diego Downtown/Gaslamp Quarter      | * Residence Inn Santa Clarita Valencia         |
| * Residence Inn Bakersfield                         | * Residence Inn Livermore                               | * Residence Inn Modesto North                      | * Residence Inn Rocklin Roseville                   | * Residence Inn San Diego La Jolla                      | * Residence Inn Stockton                       |
| * Residence Inn Bakersfield West                    | * Residence Inn Loma Linda Redlands                     | * Residence Inn Newark Silicon Valley              | * Residence Inn Roseville                           | * Residence Inn San Diego North/San Marcos              | * Residence Inn Sunnyvale Silicon Valley I     |
| * Residence Inn Berkeley                            | * Residence Inn Long Beach                              | * Residence Inn Oakland Downtown                   | * Residence Inn Sacramento Airport Natomas          | * Residence Inn San Diego Oceanside                     | * Residence Inn Sunnyvale Silicon Valley II    |
| * Residence Inn Beverly Hills                       | * Residence Inn Long Beach Downtown                     | * Residence Inn Ontario Airport                    | * Residence Inn Sacramento Cal Expo                 | * Residence Inn San Diego Rancho Bernardo/Scripps Poway | * Residence Inn Temecula Murrieta              |
| * Residence Inn Camarillo                           | * Residence Inn Los Angeles Burbank/Downtown            | * Residence Inn Ontario Rancho Cucamonga           | * Residence Inn Sacramento Davis                    | * Residence Inn San Diego Sorrento Mesa/Sorrento Valley | * Residence Inn Tustin Orange County           |
| * Residence Inn Chatsworth                          | * Residence Inn Los Angeles Glendale                    | * Residence Inn Oxnard River Ridge                 | * Residence Inn Sacramento Downtown at Capitol Park | * Residence Inn San Francisco Airport Millbrae Station  | * Residence Inn Vacaville                      |
| * Residence Inn Chico                               | * Residence Inn Los Angeles L.A. LIVE                   | * Residence Inn Palmdale Lancaster                 | * Residence Inn Sacramento Folsom                   | * Residence Inn San Francisco Airport/San Mateo         | * Residence Inn Valencia                       |
| * Residence Inn Corona Riverside                    | * Residence Inn Los Angeles LAX/Century Boulevard       | * Residence Inn Palm Desert                        | * Residence Inn Sacramento Rancho Cordova           | * Residence Inn San Jose Airport                        | * Residence Inn Visalia                        |
| * Residence Inn Costa Mesa Newport Beach            | * Residence Inn Los Angeles LAX/El Segundo              | * Residence Inn Palo Alto Los Altos                | * Residence Inn Salinas Monterey                    | * Residence Inn San Jose Campbell                       | * Residence Inn Dana Point San Juan Capistrano |
| * Residence Inn Cypress Los Alamitos                | * Residence Inn Los Angeles LAX/Manhattan Beach         | * Residence Inn Palo Alto Menlo Park               | * Residence Inn San Bernardino                      | * Residence Inn San Jose Cupertino                      | * Residence Inn Walnut Creek                   |

- Kansas

| * Residence Inn Kansas City at The Legends | * Residence Inn Kansas City Olathe | * Residence Inn Kansas City Overland Park | * Residence Inn Topeka | * Residence Inn Wichita East at Plazzio |

- Karolina Południowa

| * Charleston Kiawah Island/Andell Inn            | * Residence Inn Charleston Airport                | * Residence Inn Charleston Riverview                 | * Residence Inn Columbia Northwest/Harbison | * Residence Inn Greenville                     | * Residence Inn Myrtle Beach Oceanfront |
| * Hotel Bella Grace/Charleston Historic District | * Residence Inn Charleston Mt. Pleasant           | * Residence Inn Charleston Summerville               | * Residence Inn Columbia West/Lexington     | * Residence Inn Greenville Downtown            | * Residence Inn Spartanburg             |
| * Residence Inn Anderson Clemson                 | * Residence Inn Charleston North/Ashley Phosphate | * Residence Inn Columbia Northeast/Fort Jackson Area | * Residence Inn Florence                    | * Residence Inn Greenville-Spartanburg Airport | * Residence Inn Spartanburg Westgate    |

- Karolina Północna

| * Residence Inn Asheville Biltmore    | * Residence Inn Charlotte Concord     | * Residence Inn Charlotte Steele Creek                               | * Residence Inn Durham Research Triangle Park | * Residence Inn Pinehurst Southern Pines           | * Residence Inn Raleigh Midtown          |
| * Residence Inn Chapel Hill           | * Residence Inn Charlotte Lake Norman | * Residence Inn Charlotte SouthPark                                  | * Residence Inn Fayetteville Cross Creek      | * Residence Inn Raleigh Crabtree Valley            | * Residence Inn Rocky Mount              |
| * Residence Inn Charlotte Airport     | * Residence Inn Charlotte Northlake   | * Residence Inn Charlotte Uptown                                     | * Residence Inn Greensboro Airport            | * Residence Inn Raleigh-Durham Airport/Brier Creek | * Residence Inn Wilmington Landfall      |
| * Residence Inn Charlotte City Center | * Residence Inn Charlotte Piper Glen  | * Residence Inn Durham McPherson/Duke University Medical Center Area | * Residence Inn Greenville                    | * Residence Inn Raleigh Downtown                   | * Residence Inn Winston-Salem Hanes Mall |

- Kentucky

| * Residence Inn Cincinnati Airport    | * Residence Inn Lexington Keeneland/Airport | * Residence Inn Lexington South/Hamburg Place | * Residence Inn Louisville Downtown | * Residence Inn Louisville East/Oxmoor | * Residence Inn Louisville Old Henry |
| * Residence Inn Lexington City Center | * Residence Inn Lexington North             | * Residence Inn Louisville Airport            | * Residence Inn Louisville East     | * Residence Inn Louisville Northeast   | * Residence Inn Paducah              |

- Kolorado

| * Residence Inn Boulder                        | * Residence Inn Breckenridge                             | * Residence Inn Denver Airport/Convention Center | * Residence Inn Denver Downtown                | * Residence Inn Denver Southwest/Lakewood  | * Residence Inn Fort Collins          |
| * Residence Inn Boulder Broomfield             | * Residence Inn Colorado Springs First & Main            | * Residence Inn Denver Aurora                    | * Residence Inn Denver Golden/Red Rocks        | * Residence Inn Denver Southwest/Littleton | * Residence Inn Glenwood Springs      |
| * Residence Inn Boulder Broomfield/Interlocken | * Residence Inn Colorado Springs North/Air Force Academy | * Residence Inn Denver Central Park              | * Residence Inn Denver Highlands Ranch         | * Residence Inn Denver Tech Center         | * Residence Inn Grand Junction        |
| * Residence Inn Boulder Canyon Boulevard       | * Residence Inn Colorado Springs South                   | * Residence Inn Denver Cherry Creek              | * Residence Inn Denver North/Westminster       | * Residence Inn Durango                    | * Residence Inn Loveland Fort Collins |
| * Residence Inn Boulder Longmont               | * Residence Inn Denver Airport at Gateway Park           | * Residence Inn Denver City Center               | * Residence Inn Denver South/Park Meadows Mall | * Residence Inn Vail                       | * Residence Inn Steamboat Springs     |

- Luizjana

| * Residence Inn Baton Rouge Siegen Lane                 | * Residence Inn Lafayette Airport | * Residence Inn Monroe                            | * Residence Inn New Orleans Elmwood                                       | * Residence Inn New Orleans Metairie | * Residence Inn Shreveport-Bossier City/Downtown |
| * Residence Inn Baton Rouge Towne Center at Cedar Lodge | * Residence Inn Lake Charles      | * Residence Inn New Orleans Covington/North Shore | * Residence Inn New Orleans French Quarter Area/Central Business District | * Residence Inn Shreveport Airport   |                                                  |

- Maine

| * Residence Inn Auburn | * Residence Inn Bangor | * Residence Inn Bath Brunswick Area | * Residence Inn Portland Downtown/Waterfront | * Residence Inn Portland Scarborough |

- Maryland

| * Residence Inn Aberdeen at Ripken Stadium                    | * Residence Inn Baltimore Hunt Valley  | * Residence Inn Columbia             | * Residence Inn Gaithersburg Washingtonian Center | * Residence Inn National Harbor Washington, DC Area | * Residence Inn Silver Spring                     |
| * Residence Inn Arundel Mills BWI Airport                     | * Residence Inn Baltimore Owings Mills | * Residence Inn Frederick            | * Residence Inn Greenbelt                         | * Residence Inn Ocean City                          | * Residence Inn Upper Marlboro Joint Base Andrews |
| * Residence Inn Baltimore at The Johns Hopkins Medical Campus | * Residence Inn Baltimore White Marsh  | * Residence Inn Fulton at Maple Lawn | * Residence Inn Largo Medical Center Drive        | * Residence Inn Salisbury                           | * Residence Inn Waldorf                           |
| * Residence Inn Baltimore Downtown/Inner Harbor               | * Residence Inn Bethesda Downtown      |                                      |                                                   |                                                     |                                                   |

- Massachusetts

| * Residence Inn Boston Andover         | * Residence Inn Boston Burlington       | * Residence Inn Boston Downtown/South End    | * Residence Inn Boston Logan Airport/Chelsea | * Residence Inn Boston Norwood/Canton    | * Residence Inn Boston Woburn         |
| * Residence Inn Boston Back Bay/Fenway | * Residence Inn Boston Cambridge        | * Residence Inn Boston Framingham            | * Residence Inn Boston Marlborough           | * Residence Inn Boston Tewksbury/Andover | * Residence Inn New Bedford Dartmouth |
| * Residence Inn Boston Braintree       | * Residence Inn Boston Concord          | * Residence Inn Boston Franklin              | * Residence Inn Boston Natick                | * Residence Inn Boston Waltham           | * Residence Inn West Springfield      |
| * Residence Inn Boston Bridgewater     | * Residence Inn Boston Dedham           | * Residence Inn Boston Foxborough            | * Residence Inn Boston Needham               | * Residence Inn Boston Watertown         | * Residence Inn Springfield Chicopee  |
| * Residence Inn Boston Brockton/Easton | * Residence Inn Boston Downtown/Seaport | * Residence Inn Boston Harbor on Tudor Wharf | * Residence Inn Boston North Shore/Danvers   | * Residence Inn Boston Westford          | * Residence Inn Worcester             |

- Michigan

| * Residence Inn Ann Arbor Downtown       | * Residence Inn Detroit Livonia              | * Residence Inn Detroit Sterling Heights     | * Residence Inn Flint Grand Blanc     | * Residence Inn Grand Rapids West | * Residence Inn Lansing West |
| * Residence Inn Ann Arbor North          | * Residence Inn Detroit Novi                 | * Residence Inn Detroit Troy/Madison Heights | * Residence Inn Grand Rapids Airport  | * Residence Inn Holland           | * Residence Inn Midland      |
| * Residence Inn Detroit Farmington Hills | * Residence Inn Detroit Pontiac/Auburn Hills | * Residence Inn East Lansing                 | * Residence Inn Grand Rapids Downtown | * Residence Inn Kalamazoo East    | * Residence Inn Saginaw      |

- Minnesota

| * Residence Inn Bloomington by Mall of America    | * Residence Inn Minneapolis Downtown/City Center | * Residence Inn Minneapolis Maple Grove/Arbor Lakes | * Residence Inn Minneapolis St. Paul/Roseville   | * Residence Inn St. Cloud         |
| * Residence Inn Duluth                            | * Residence Inn Minneapolis Eden Prairie         | * Residence Inn Minneapolis Plymouth                | * Residence Inn Rochester Mayo Clinic Area       | * Residence Inn St. Paul Downtown |
| * Residence Inn Minneapolis Downtown at The Depot | * Residence Inn Minneapolis Edina                | * Residence Inn Minneapolis St. Paul/Eagan          | * Residence Inn Rochester Mayo Clinic Area South | * Residence Inn St. Paul Woodbury |

- Missisipi

| * Residence Inn Gulfport-Biloxi Airport | * Residence Inn Hattiesburg | * Residence Inn Jackson Airport/Pearl | * Residence Inn Jackson Ridgeland | * Residence Inn Jackson The District at Eastover | * Residence Inn Memphis Southaven |

- Missouri

| * Residence Inn Branson  | * Residence Inn Kansas City Airport                    | * Residence Inn Kansas City Independence     | * Residence Inn St. Louis Chesterfield | * Residence Inn St. Louis Galleria | * Residence Inn St. Louis West County |  |
| * Residence Inn Columbia | * Residence Inn Kansas City Country Club Plaza         | * Residence Inn Springfield                  | * Residence Inn St. Louis Clayton      | * Residence Inn St. Louis O'Fallon | * Residence Inn St. Louis Westport    |  |
| * Residence Inn Joplin   | * Residence Inn Kansas City Downtown/Convention Center | * Residence Inn St. Louis Airport/Earth City | * Residence Inn St. Louis Downtown     |                                    |                                       |  |

- Montana

| * Residence Inn Big Sky/The Wilson Hotel | * Residence Inn Billings | * Residence Inn Bozeman | * Residence Inn Bozeman Downtown | * Residence Inn Helena | * Residence Inn Missoula Downtown |

- Nebraska

| * Residence Inn Lincoln South | * Residence Inn Omaha Aksarben Village | * Residence Inn Omaha Downtown/Old Market Area | * Residence Inn Omaha West |

- Nevada

| * Residence Inn Las Vegas Airport           | * Residence Inn Las Vegas Henderson/Green Valley | * Residence Inn Las Vegas South           | * Residence Inn Reno Sparks |
| * Residence Inn Las Vegas Convention Center | * Residence Inn Las Vegas Hughes Center          | * Residence Inn Las Vegas South/Henderson |                             |

- New Hampshire

| * Residence Inn Concord         | * Residence Inn Manchester Downtown | * Residence Inn North Conway | * Residence Inn Portsmouth Downtown/Waterfront |
| * Residence Inn Hanover Lebanon | * Residence Inn Nashua              | * Residence Inn Portsmouth   |                                                |

- New Jersey

| * Residence Inn Atlantic City Airport Egg Harbor Township | * Residence Inn Deptford                    | * Residence Inn Mt. Laurel at Bishop's Gate                    | * Residence Inn New Brunswick Tower Center Blvd. | * Residence Inn Secaucus Meadowlands | * Residence Inn Weehawken Port Imperial          |
| * Residence Inn Bridgewater Branchburg                    | * Residence Inn East Rutherford Meadowlands | * Residence Inn Mt. Olive at International Trade Center        | * Residence Inn Princeton at Carnegie Center     | * Residence Inn Somerset             | * Residence Inn West Orange                      |
| * Residence Inn Cherry Hill Philadelphia                  | * Residence Inn Hamilton                    | * Residence Inn Neptune at Gateway Centre                      | * Residence Inn Saddle River                     | * Residence Inn Wayne                | * Residence Inn Woodbridge Edison/Raritan Center |
| * Residence Inn Cranbury South Brunswick                  | * Residence Inn Jersey City                 | * Residence Inn Newark Elizabeth/Liberty International Airport |                                                  |                                      |                                                  |

- Nowy Jork

| * Residence Inn Albany Airport                    | * Residence Inn Buffalo Galleria Mall          | * Residence Inn Long Island Holtsville                              | * Residence Inn New York JFK Airport            | * Residence Inn New York The Bronx at Metro Center Atrium | * Residence Inn Saratoga Springs                  |
| * Residence Inn Albany Clifton Park               | * Residence Inn Fishkill                       | * Residence Inn Long Island Islip/Courthouse Complex                | * Residence Inn New York Manhattan/Central Park | * Residence Inn Orangeburg Rockland/Bergen                | * Residence Inn Syracuse Carrier Circle e         |
| * Residence Inn Albany East Greenbush/Tech Valley | * Residence Inn Kingston                       | * Residence Inn Middletown Goshen                                   | * Residence Inn New York Manhattan/Midtown East | * Residence Inn Poughkeepsie                              | * Residence Inn Syracuse Downtown at Armory Squar |
| * Residence Inn Albany Washington Avenue          | * Residence Inn Long Island East End           | * Residence Inn New Rochelle                                        | * Residence Inn New York Manhattan/Times Square | * Residence Inn Rochester Henrietta                       | * Residence Inn White Plains Westchester County   |
| * Residence Inn Binghamton                        | * Residence Inn Long Island Garden City        | * Residence Inn New York Downtown Manhattan/Financial District      | * Residence Inn New York Queens                 | * Residence Inn Rochester West/Greece                     | * Residence Inn Yonkers Westchester County        |
| * Residence Inn Buffalo Downtown                  | * Residence Inn Long Island Hauppauge/Islandia | * Residence Inn New York Downtown Manhattan/World Trade Center Area |                                                 |                                                           |                                                   |

- Nowy Meksyk

| * Residence Inn Albuquerque Airport | * Residence Inn Albuquerque North | * Residence Inn Santa Fe |

- Ohio

| * Residence Inn Akron Fairlawn                 | * Residence Inn Cincinnati Northeast/Mason                 | * Residence Inn Cleveland Downtown                         | * Residence Inn Columbus Downtown | * Residence Inn Dayton Beavercreek | * Residence Inn Toledo West                  |
| * Residence Inn Akron South/Green              | * Residence Inn Cincinnati North/West Chester              | * Residence Inn Cleveland Independence                     | * Residence Inn Columbus Dublin   | * Residence Inn Dayton Troy        | * Residence Inn Wheeling-St. Clairsville, OH |
| * Residence Inn Canton                         | * Residence Inn Cleveland Airport/Middleburg Heights       | * Residence Inn Cleveland Mentor                           | * Residence Inn Columbus Easton   | * Residence Inn Dayton Vandalia    | * Residence Inn Youngstown Boardman/Poland   |
| * Residence Inn Cincinnati Downtown/The Phelps | * Residence Inn Cleveland Avon at The Emerald Event Center | * Residence Inn Cleveland University Circle/Medical Center | * Residence Inn Columbus OSU      | * Residence Inn Toledo Maumee      | * Residence Inn Youngstown Warren/Niles      |
| * Residence Inn Cincinnati Midtown/Rookwood    | * Residence Inn Cleveland Beachwood                        | * Residence Inn Columbus Airport                           | * Residence Inn Columbus Polaris  |                                    |                                              |

- Oklahoma

| * Residence Inn Oklahoma City Airport            | * Residence Inn Oklahoma City Norman              | * Residence Inn Oklahoma City Northwest | * Residence Inn Stillwater     | * Residence Inn Tulsa Midtown |
| * Residence Inn Oklahoma City Downtown/Bricktown | * Residence Inn Oklahoma City North/Quail Springs | * Residence Inn Oklahoma City South     | * Residence Inn Tulsa Downtown | * Residence Inn Tulsa South   |

- Oregon

| * Residence Inn Bend               | * Residence Inn Portland Airport at Cascade Station | * Residence Inn Portland Downtown/Pearl District | * Residence Inn Portland Hillsboro           | * Residence Inn Portland North             | * Residence Inn Salem |
| * Residence Inn Eugene Springfield | * Residence Inn Portland Clackamas                  | * Residence Inn Portland Downtown/RiverPlace     | * Residence Inn Portland Hillsboro/Brookwood | * Residence Inn Portland South/Lake Oswego |                       |

- Pensylwania

| * Residence Inn Harrisburg Carlisle | * Residence Inn Philadelphia Airport                 | * Residence Inn Philadelphia Great Valley/Malvern | * Residence Inn Philadelphia Valley Forge/Collegevill | * Residence Inn Pittsburgh Monroeville/Wilkins Township | * Residence Inn Scranton           |
| * Residence Inn Harrisburg Hershey  | * Residence Inn Philadelphia Bala Cynwyd             | * Residence Inn Philadelphia Langhorne            | * Residence Inn Philadelphia West Chester/Exton       | * Residence Inn Pittsburgh North Shore                  | * Residence Inn State College      |
| * Residence Inn Harrisburg North    | * Residence Inn Philadelphia Center City             | * Residence Inn Philadelphia Montgomeryville      | * Residence Inn Philadelphia Willow Grove             | * Residence Inn Pittsburgh Oakland/University Place     | * Residence Inn Wilkes-Barre Arena |
| * Residence Inn Hazleton            | * Residence Inn Philadelphia Conshohocken            | * Residence Inn Philadelphia Valley Forge         | * Residence Inn Pittsburgh Cranberry Township         | * Residence Inn Reading                                 | * Residence Inn Williamsport       |
| * Residence Inn Lancaster           | * Residence Inn Philadelphia Glen Mills/Concordville |                                                   |                                                       |                                                         |                                    |

- Rhode Island

| * Residence Inn Newport Middletown | * Residence Inn Providence Coventry | * Residence Inn Providence Downtown | * Residence Inn Providence Lincoln |

- Teksas

| * Residence Inn Abilene                           | * Residence Inn Brownsville                     | * Residence Inn Dallas Las Colinas                  | * Residence Inn Harlingen                               | * Residence Inn Houston Tomball                     | * Residence Inn San Angelo                         |
| * Residence Inn Amarillo                          | * Residence Inn Bryan College Station           | * Residence Inn Dallas Lewisville                   | * Residence Inn Houston by The Galleria                 | * Residence Inn Houston West/Beltway 8 at Clay Road | * Residence Inn San Antonio Airport/Alamo Heights  |
| * Residence Inn Arlington                         | * Residence Inn Corpus Christi                  | * Residence Inn Dallas Park Central                 | * Residence Inn Houston Downtown/Convention Center      | * Residence Inn Houston Westchase on Westheimer     | * Residence Inn San Antonio Downtown/Market Square |
| * Residence Inn Austin Airport                    | * Residence Inn Corpus Christi Downtown         | * Residence Inn Dallas Plano/Legacy                 | * Residence Inn Houston I-10 West/Park Row              | * Residence Inn Houston West/Energy Corridor        | * Residence Inn San Antonio North/Stone Oak        |
| * Residence Inn Austin Downtown/Convention Center | * Residence Inn Dallas Addison/Quorum Drive     | * Residence Inn Dallas Plano/Richardson             | * Residence Inn Houston Katy Mills                      | * Residence Inn Houston-West University             | * Residence Inn San Antonio SeaWorld®/Lackland     |
| * Residence Inn Austin Lake Travis/River Place    | * Residence Inn Dallas Allen/Fairview           | * Residence Inn Dallas Plano/Richardson at Coit Rd. | * Residence Inn Houston Medical Center/NRG Park         | * Residence Inn Killeen                             | * Residence Inn San Antonio Six Flags® at The RIM  |
| * Residence Inn Austin Northwest/The Domain Area  | * Residence Inn Dallas Arlington South          | * Residence Inn Dallas Plano/The Colony             | * Residence Inn Houston Northwest/Cypress               | * Residence Inn Laredo Del Mar                      | * Residence Inn San Marcos                         |
| * Residence Inn Austin Parmer/Tech Ridge          | * Residence Inn Dallas at The Canyon            | * Residence Inn Denton                              | * Residence Inn Houston Northwest/Willowbrook           | * Residence Inn Lubbock Southwest                   | * Residence Inn Temple                             |
| * Residence Inn Austin Round Rock/Dell Way        | * Residence Inn Dallas by the Galleria          | * Residence Inn DFW Airport North/Grapevine         | * Residence Inn Houston Pasadena                        | * Residence Inn Lubbock-University Area             | * Residence Inn Texarkana                          |
| * Residence Inn Austin South                      | * Residence Inn Dallas DFW Airport North/Irving | * Residence Inn El Paso                             | * Residence Inn Houston Springwoods Village             | * Residence Inn McAllen                             | * Residence Inn Tyler                              |
| * Residence Inn Austin Southwest                  | * Residence Inn Dallas DFW Airport South/Irving | * Residence Inn Fort Worth Alliance Airport         | * Residence Inn Houston Sugar Land/Stafford             | * Residence Inn Midland                             | * Residence Inn Waco                               |
| * Residence Inn Austin The Domain Area            | * Residence Inn Dallas DFW Airport West/Bedford | * Residence Inn Fort Worth Cultural District        | * Residence Inn Houston The Woodlands/Lake Front Circle | * Residence Inn Odessa                              | * Residence Inn Waco South                         |
| * Residence Inn Austin-University Area            | * Residence Inn Dallas Downtown                 | * Residence Inn Fort Worth Southwest                | * Residence Inn Houston The Woodlands/Market Street     | * Residence Inn Port Arthur                         | * Residence Inn Wichita Falls                      |
| * Residence Inn Beaumont                          | * Residence Inn Dallas Frisco                   | * Residence Inn Galveston                           |                                                         |                                                     |                                                    |

- Tennessee

| * Residence Inn Chattanooga Downtown            | * Residence Inn Franklin Cool Springs | * Residence Inn Knoxville Downtown | * Residence Inn Nashville Airport                    | * Residence Inn Nashville Green Hills     | * Residence Inn Nashville Vanderbilt/West End |
| * Residence Inn Chattanooga Near Hamilton Place | * Residence Inn Jackson               | * Residence Inn Memphis Downtown   | * Residence Inn Nashville at Opryland                | * Residence Inn Nashville Mt. Juliet      | * Residence Inn Pigeon Forge                  |
| * Residence Inn Franklin Berry Farms            | * Residence Inn Knoxville Cedar Bluff | * Residence Inn Memphis Germantown | * Residence Inn Nashville Downtown/Convention Center | * Residence Inn Nashville SE/Murfreesboro |                                               |

- Utah

| * Residence Inn Provo North            | * Residence Inn Salt Lake City Airport    | * Residence Inn Salt Lake City Downtown | * Residence Inn Salt Lake City Sandy       |
| * Residence Inn Provo South University | * Residence Inn Salt Lake City Cottonwood | * Residence Inn Salt Lake City Murray   | * Residence Inn Salt Lake City-West Jordan |

- Vermont

- Residence Inn Burlington Colchester

- Waszyngton

| * Residence Inn Portland Vancouver | * Residence Inn Seattle Bellevue/Downtown          | * Residence Inn Seattle East/Redmond           | * Residence Inn Seattle Sea-Tac Airport | * Residence Inn Seattle University District |
| * Residence Inn Pullman            | * Residence Inn Seattle Downtown/Convention Center | * Residence Inn Seattle Northeast/Bothell      | * Residence Inn Seattle South/Renton    | * Residence Inn Spokane East Valley         |
| * Residence Inn Seattle Bellevue   | * Residence Inn Seattle Downtown/Lake Union        | * Residence Inn Seattle North/Lynnwood Everett | * Residence Inn Seattle South/Tukwila   | * Residence Inn Wenatchee                   |

- Waszyngton DC

| * Residence Inn Washington Capitol Hill/Navy Yard | * Residence Inn Washington, DC Downtown | * Residence Inn Washington, DC/Dupont Circle | * Residence Inn Washington, DC/Foggy Bottom | * Residence Inn Washington, DC National Mall | * Residence Inn Washington Downtown/Convention Center |

- Wirginia

| * Residence Inn Alexandria Old Town/Duke Street      | * Residence Inn Blacksburg-University              | * Residence Inn Fairfax Merrifield        | * Residence Inn Norfolk Airport           | * Residence Inn Richmond Northwest/Short Pump | * Residence Inn Tysons                     |
| * Residence Inn Alexandria Old Town South at Carlyle | * Residence Inn Chantilly Dulles South             | * Residence Inn Fredericksburg            | * Residence Inn Norfolk Downtown          | * Residence Inn Richmond West End             | * Residence Inn Virginia Beach Oceanfront  |
| * Residence Inn Arlington Ballston                   | * Residence Inn Charlottesville Downtown           | * Residence Inn Harrisonburg              | * Residence Inn Potomac Mills Woodbridge  | * Residence Inn Richmond West/Midlothian      | * Residence Inn Virginia Beach Town Center |
| * Residence Inn Arlington Capital View               | * Residence Inn Chesapeake Greenbrier              | * Residence Inn Lynchburg                 | * Residence Inn Richmond Chester          | * Residence Inn Roanoke Airport               | * Residence Inn Waynesboro                 |
| * Residence Inn Arlington Courthouse                 | * Residence Inn Dulles Airport at Dulles 28 Centre | * Residence Inn Manassas Battlefield Park | * Residence Inn Richmond Downtown         | * Residence Inn Short Pump at the Notch       | * Residence Inn Williamsburg               |
| * Residence Inn Arlington Rosslyn                    | * Residence Inn Fairfax City                       | * Residence Inn Newport News Airport      | * Residence Inn Richmond Midtown/Glenside | * Residence Inn Springfield Old Keene Mill    |                                            |

- Wirginia Zachodnia

- Residence Inn Morgantown Medical Center Area

- Wisconsin

| * Residence Inn Appleton   | * Residence Inn Green Bay Downtown | * Residence Inn Madison West/Middleton | * Residence Inn Milwaukee Downtown       | * Residence Inn Milwaukee West |
| * Residence Inn Eau Claire | * Residence Inn Madison East       | * Residence Inn Milwaukee Brookfield   | * Residence Inn Milwaukee North/Glendale |                                |

- Wyoming

- Residence Inn Casper

### Ameryka Środkowa & Karaiby
- Kostaryka

- Residence Inn San Jose Escazu

- Meksyk

| * Residence Inn Cancun Hotel Zone | * Residence Inn Merida | * Residence Inn Playa del Carmen |

- Panama

- Residence Inn Panama City

- Portoryko

- Residence Inn San Juan Isla Verde

### Bliski Wschód
- Arabia Saudyjska

| * Residence Inn Dammam | * Residence Inn Jazan |

- Bahrajn

- Residence Inn Manama Juffair

- Kuwejt

- Residence Inn Kuwait City

- Zjednoczone Emiraty Arabskie

| * Residence Inn Al Jaddaf | * Residence Inn Sheikh Zayed Road, Dubai |

### Europa
- Belgia:

- Gandawa Residence Inn Ghent
- Machelen Residence Inn Brussels Airport

- Bośnia i Hercegowina: Sarajewo Residence Inn Sarajevo
- Francja:

- Blagnac Residence Inn Toulouse-Blagnac Airport
- Roissy-en-France Residence Inn Paris Charles de Gaulle Central Airport
- Strasburg Residence Inn Strasbourg

- Niderlandy:

- Amsterdam Residence Inn Amsterdam Houthavens
- Haga Residence Inn The Hague

- Niemcy:

- Dortmund Residence Inn Dortmund City
- Essen Residence Inn Essen City
- Frankfurt nad Menem Residence Inn Frankfurt City Center
- Hamburg Residence Inn Hamburg Altona
- Monachium Residence Inn Munich City East; Residence Inn Munich Ostbahnhof

- Turcja

- Stambuł Residence Inn Istanbul Atasehir

- Wielka Brytania:

- Aberdeen Residence Inn Aberdeen
- Edynburg Residence Inn Edinburgh
- Londyn Residence Inn London Bridge; Residence Inn London Kensington; Residence Inn London Tower Bridge
- Manchester Residence Inn Manchester Piccadilly
- Slough Residence Inn Slough